# Ctenodecticus algericus
Ctenodecticus algericus är en insektsart som först beskrevs av Boris Petrovich Uvarov 1924.  Ctenodecticus algericus ingår i släktet Ctenodecticus och familjen vårtbitare. Inga underarter finns listade i Catalogue of Life.